# Kurt Gerstein
Kurt Gerstein (Münster, 11 augustus 1905 – Parijs, 25 juli 1945) was een Duits ingenieur en verzetsstrijder.
Gerstein was vennoot in de machinefabriek De Limon Fluhme & Co. te Düsseldorf, productiebedrijf voor automatische smeerinstallaties voor locomotieven, Knorr- en Westinghouse-remmen. Gerstein was een mijnbouwkundige en een gediplomeerd ingenieur, die op 27 september 1936 wegens staatsgevaarlijke activiteiten uit de Hogere Pruisische Mijnbouwdienst werd verwijderd. Hij werd na de oorlog bekend door zijn pogingen als lid van de SS om de Holocaust te stoppen.

## Politieke activiteiten
Gerstein was sinds zijn studietijd actief in de protestantse jeugdbeweging en naar eigen zeggen aanhanger van de conservatieve politici. Vanaf juni 1933 werd hij door de Gestapo vervolgd wegens christelijke acties tegen de nazistaat. Op 2 mei 1933 was hij lid geworden van de NSDAP, maar op 2 oktober 1936 werd hij uit de NSDAP gezet wegens staatsgevaarlijke (religieuze) activiteiten voor de belijdeniskerk. Gelijktijdig werd hij uitgesloten als ambtenaar uit de staatsdienst. Op 30 januari 1935 werd hij wegens verstoring van een partijplechtigheid in het Stadstheater van Hagen - de opvoering van het drama "Wittekind" - publiekelijk afgerammeld en raakte hij gewond. Op 27 november 1935 slaagde hij voor het examen mijnbouwkundige op het ministerie van Economische Zaken in Berlijn. Tot aan zijn arrestatie op 27 september 1936 was hij rijksambtenaar bij het bestuur van de Saar-mijnen in Saarbrücken. Deze eerste arrestatie volgde op de verzending van 8.500 staatsvijandige brochures aan alle directeuren van de ministeries en hogere justitiefunctionarissen in Duitsland. Door zijn financiële onafhankelijkheid kon hij de kosten hiervoor zelf dragen. Na enkele weken schutzhaft werd Gerstein op 18 oktober vrijgelaten. Hij studeerde medicijnen in Tübingen aan het Duitse Instituut voor de Uitzending van Medici. Op 14 juli 1938 volgde zijn tweede aanhouding, waarna hij wegens staatsvijandige activiteiten werd opgesloten in de Gestapo-gevangenis te Welzheim. Dit keer werd hij na zes weken weer vrijgelaten.

## SS-lidmaatschap
Gerstein werd op 10 maart 1941 lid van de Waffen-SS, naar eigen zeggen omdat hij meer wilde weten over de dood van zijn geesteszieke schoonzus Bertha Ebeling in de psychiatrische inrichting in Hadamar. Geruchten gingen dat de SS verantwoordelijk was voor haar dood en die van andere gehandicapten in psychiatrische instellingen. Na zijn training werd hij in juni 1941 overgeplaatst naar het Hygiene-Institut der Waffen-SS. Hij construeerde verplaatsbare en plaatsgebonden ontsmettingsinstallaties voor de troepen, voor gevangenkampen en concentratiekampen om hiermee de vlektyphusgolf van 1941 in de kampen in te dammen. Wegens zijn succes werd hij gepromoveerd tot Untersturmführer en Obersturmführer. In januari 1942 werd hij afdelingschef bij de afdeling Gezondheidstechniek. Als afdelingschef werd hij gevraagd om in de vernietigingskampen Belzec, Sobibor en Treblinka het blauwzuurgas Zyklon-B te implementeren voor het vermoorden van Joden. Dat zou uiteindelijk niet gebeuren, aangezien in deze kampen de voorkeur gegeven werd aan koolstofmonoxide.

## Verzetsheld
In augustus 1942 werd Gerstein op een missie naar Polen gezonden, waar hij in vernietigingskamp Belzec getuige was van hoe honderden Joden werden vermoord met koolstofmonoxide. Geschokt door wat hij gezien had, wilde hij de wereld waarschuwen voor de massamoord op de Joden. Hij legde contact met de katholieke kerk en met de Zweedse diplomaat Göran von Otter. Hij probeerde ook de geallieerden te bereiken via een vriend in Nederland, J.H. Ubbink. Het rapport bereikte de Nederlandse regering in Londen. Op 8 mei 1943 schreef Otto Cornelis Adriaan van Lidth de Jeude een samenvatting van het rapport in zijn dagboek. Hij bleef tegelijkertijd echter tot het einde van de oorlog actief binnen de SS en zorgde voor de levering van Zyklon-B aan vernietigingskampen, hoewel na de oorlog niet onomstotelijk bewezen kon worden dat met het door hem geleverde gifgas mensen gedood werden. Zelf beweerde hij meerdere leveringen gesaboteerd te hebben. In zijn positie als SS’er probeerde hij aanvankelijk nog een brug te slaan tussen zijn opvattingen over het christendom en nazisme. Toen hij weet had van wat er zich in de vernietigingskampen afspeelde, kreeg hij het hier steeds moeilijker mee, getuige de brieven aan zijn vader, de rechter Ludwig Gerstein. Hij was ervan overtuigd dat Duitsland de oorlog zou verliezen en besloot zijn werk als SS'er te blijven doen, opdat hij na de oorlog als getuige kon optreden.

## Arrestatie en overlijden
Op 22 april 1945 gaf hij zich over aan de Fransen. Hij werd aanvankelijk beschouwd als getuige van nazimisdaden en schreef zijn getuigenis, die bekend is komen te staan als het Gersteinrapport. Op 5 juli 1945 werd hij als verdachte gevangengezet in de militaire gevangenis Cherche-Midi in Parijs. Volgens de officiële versie kwam Kurt Gerstein om door zelfmoord. Er zijn echter ook mensen, onder wie zijn eigen vrouw, die niet geloofden dat hij zelfmoord gepleegd heeft. Ze zijn ervan overtuigd dat hij vermoord is door zijn bewakers of door Duitse medegevangenen die wilden voorkomen dat hij zou spreken over de nazimisdaden. Hij werd begraven op de cimetière parisien de Thiais.

## Rehabilitatie
In 1953 werd Gersteins getuigenis van de vergassing in Belzec voor het eerst in Duitsland gepubliceerd door de historicus Hans Rothfels, die Gerstein beschreef als "consequente verzetsstrijder". Van grote invloed op Gersteins bekendheid was het toneelstuk Der Stellvertreter uit 1963 van Rolf Hochhuth. In het stuk werd Gerstein neergezet als held, terwijl paus Pius XII bekritiseerd werd vanwege zijn zwijgen tijdens de oorlog over de genocide op de Joden. De speelfilm Amen van Costa-Gavras uit 2002 werd gebaseerd op dit toneelstuk. Na een campagne ter rehabilitatie van Gerstein werd hij op 1965 door Kurt Georg Kiesinger, de toenmalige minister-president van Baden-Württemberg, onschuldig verklaard aan nazi-oorlogsmisdaden.